# Chiesa del SubGenio
La Chiesa del SubGenio (in lingua inglese Church of the SubGenius) è un movimento religioso-satirico nato negli Stati Uniti d'America nella città di Dallas, nel XX secolo.

Immagine di J. R. "Bob" Dobbs, ritenuto dai seguaci della Chiesa il fondatore della stessa.

## Storia
Venne fondata da Ivan Stang e Philo Drummond, verosimilmente negli anni settanta. La prima traccia registrata dell'attività dell'organizzazione fu la pubblicazione, nel 1979, di un documento conosciuto come The Sub Genius Pamphlet no.1, fotocopiato in più copie e sparso in vari posti della città di Dallas, in Texas, anche se gli adepti sostengono che a fondarla sia stato un certo J.R. "Bob" Dobbs nel 1953.
Il movimento, che definisce una setta segreta anticospirativa, ottenne una certa popolarità durante gli anni ottanta e novanta del XX secolo basandosi sugli elementi della cultura pop dell'epoca, della musica underground e di un particolare interesse per internet.
Con la popolarità che internet ebbe negli USA durante gli anni 90, si diffuse l'interesse per il movimento, tanto che comparirono numerosi newsgroup e siti al riguardo. Il sito ufficiale è mantenuto da Ivan Stang.

## Le caratteristiche delculto

### Descrizione generale
Il termine SubGenio non deriva dal possedere un'intelligenza inferiore alla media, ma sta ad indicare la non presuntuosità (anche perché essere geni non è poi così divertente).
Il Subgenio non si ritiene appartenente alla razza degli umani, definiti Normali (o Pink), ma è un erede della estinta razza degli Yeti o per lo meno possiede un po' del suo sangue. Per avere la salvezza è necessario aderire alla Chiesa, previo pagamento della quota di 30 dollari.
I membri credono in una divinità non troppo maligna ("relativamente buona" rispetto agli altri Anziani che hanno come scopo il far soffrire gli umani), detta Jehovah 1.

### LoSlack
La Chiesa del SubGenio pone le proprie radici nella ricerca dello slack, ovvero il senso di libertà ed indipendenza che si prova quando si raggiungono i propri obiettivi.

Ognuno di noi nasce con lo slack dentro di sé, ma questo ci viene rubato dal conformismo della Cospirazione.
I seguaci dello slack predicano la non accettazione dei limiti posti dalla società e si descrivono come un'organizzazione di mutanti, blasfemi, ribelli, non credenti, hacker e come persone che considerano se stesse fuori dal canone. I peggiori nemici del SubGenio sono i Pink, gli inetti umani che hanno la terribile colpa di aver contribuito a creare la Cospirazione che affligge il Mondo, cibandosi di ridicole favolette e lavorando come ossessi per ingrassarla.

"Bob", idolo/feticcio dei Subgeni, lotta invece la Cospirazione dall'interno, e in accordo con una evolutissima razza aliena ha in programma di vendere la Terra e salvare tutti i Subgeni paganti trasportandoli sulle Scialuppe del Sesso, poco prima che sul pianeta si scateni l'apocalisse.

### Icona: Bob
Il simbolo della Chiesa del Subgenio è la faccia sorridente di J. R. "Bob" Dobbs che fuma la pipa. L'immagine fa riferimento alle tipiche pubblicità degli anni '50, e pare riferirsi ai venditori del tempo.
La chiesa ha in seguito adottato un nuovo simbolo, chiamato la sacra icona o Dobbs Icon, che è fondamentalmente la faccia di "Bob" con la pipa stilizzata: una barra verticale (viso), tre barre orizzontali (occhi, naso, bocca) e la barra laterale a sinistra a formare la pipa.
La pipa è l'elemento caratterizzante e può essere riempita con qualsiasi sostanza, sia essa mistica, allucinogena o dal potere divino. Inoltre essa allude alla celebre opera del pittore surrealista René Magritte Ceci n'est pas une pipe.

## Curiosità
Il concetto di slack influenzò l'informatico statunitense Patrick Volkerding che ispirandosi ad esso utilizzò il termine per dare il nome alla distribuzione GNU/Linux da lui creata: slackware.